# Млечник смолисто-чёрный
Мле́чник смоли́сто-чёрный (лат. Lactárius pícinus) — гриб рода Млечник (Lactarius) семейства Сыроежковые (Russulaceae). Несъедобен, иногда считается условно съедобным.

## Описание
- Шляпка ∅ 4—10 см, сначала выпуклая, потом распростёртая или немного вдавленная. Кожица бархатистая, буровато-коричневого цвета.
- Пластинки негустые, очень широкие, иногда раздвоенные и более или менее нисходящие по ножке.
- Споровый порошок охристого цвета. Споры овальной формы, орнаментированные.
- Ножка 3—6 см в высоту, ∅ 1—1,5 см, цилиндрическая, крепкая, сужающаяся к основанию, иногда покрытому пушком.
- Мякоть белая, очень плотная, но ломкая, со слабым фруктовым запахом и резким перечным вкусом, на воздухе розовеет.
- Млечный сок густой, белый, вначале сладковатый, а потом очень острый, на воздухе краснеет.

### Изменчивость
Цвет шляпки варьирует от чёрно-бурого до горчичного, иногда более светлый по краям. Ножка сначала вся сплошная, потом местами полая. Верхняя её часть может быть беловатой, а нижняя — буровато-охристой. Цвет пластинок варьирует от грязно-белого до оранжево-жёлтого. Мякоть сначала белая, потом желтоватая.

## Экологияи распространение
Гриб растёт в одиночку или небольшими группами в хвойных лесах и смешанных лесах, преимущественно под соснами.
Сезон: середина августа — конец сентября.

## Сходные виды
- Млечник бурый (Lactarius lignyotus) имеет более тёмную ножку.

## Синонимы

### Латинские синонимы
- Lactarius azonites var. picinus (Fr.) Quél., 1888
- Lactifluus picinus (Fr.) Kuntze, 1891
- Lactarius fuliginosus subsp. picinus (Fr.) Konrad & Maubl., 1932

### Русские синонимы
- Груздь смолисто-чёрный
- Млечник смоляной

## Пищевые качества
Несъедобен, иногда считается Условно съедобным.